# Горе (дворянский род)
'''Горе́''' — дворянский род Российской империи.
Согласно Общему Гербовнику:

Определением Герольдии 17 Ноября 1847 г., Губернский Секретарь Спиридон Федоров (Тодоров) Горе, с сыновьями Василием, Георгием и Александром, признан в потомственном Дворянстве, по происхождению от предков, имевших Молдавские чины, сообщающие Дворянство. Тем же определением утверждено постановление Бессарабского Дворянского Депутатского Собрания, 30 Апреля 1847 года, о внесении вышепоименованных лиц в первую часть Дворянской родословной книги.

## Описание герба
Щит рассечён. В правой серебряной части ключ вертикально, бородкой вверх. В левой лазоревой части вертикально серебряный с золотой рукояткой меч остриём вверх. Вверху справа и слева от него по серебряной шестиконечной звезде.
Щит увенчан дворянским коронованным шлемом. Нашлемник: два чёрных орлиных крыла, между ними серебряная шестиконечная звезда. Намёт: справа червлёный с серебром, слева лазоревый с серебром. Герб рода Горе внесен в Часть 18 Общего гербовника дворянских родов Всероссийской империи, стр. 30.